# Telmatobius huayra
Telmatobius huayra är en groddjursart som beskrevs av Esteban O. Lavilla och Patricia Ergueta-Sandoval 1995. Telmatobius huayra ingår i släktet Telmatobius och familjen Ceratophryidae. IUCN kategoriserar arten globalt som sårbar. Inga underarter finns listade i Catalogue of Life.